# هویگرابن
هویگرابن (به آلمانی: Heugraben) یک منطقهٔ مسکونی در اتریش است که در ناحیه گوسینگ واقع شده‌است. هویگرابن ۲۴۱ نفر جمعیت دارد.